# Wojciech Szymanowski
Wojciech Ignacy Szymanowski herbu Ślepowron (ur. 22 kwietnia 1708 w Chełmie, zm. 20 grudnia 1758 w Jassach) – prezbiter, jezuita, profesor i misjonarz polski.
Urodził się jako syn Marianny i Franciszka. Wstąpił do zakonu w 1726 w Krakowie. Święcenia kapłańskie otrzymał w 1736 roku w Krakowie. W latach 1740–1741 był profesorem logiki w Przemyślu. Od 1741 do 1742 na misji w Jassach. Następnie prefektem bursy we Lwowie. Od 1744 misjonarz w Stambule i ponownie w Jassach, gdzie zmarł.